# ريفينستون (باكينجهامشير)
ريفينستون (بالإنجليزية: Ravenstone, Buckinghamshire)‏ هي قرية وأبرشية مدنية تقع في المملكة المتحدة في باكينجهامشير. يقدر عدد سكانها بـ 209 نسمة .